# USS George H. W. Bush
La USS George H. W. Bush (CVN-77) è una portaerei a propulsione nucleare della United States Navy, la più recente della classe Nimitz nonché l'ultima programmata di questa classe. È intitolata al 41º presidente degli Stati Uniti, George H. W. Bush.
Come le altre portaerei della classe Nimitz, è spinta da due reattori nucleari A4W Westinghouse, e può ospitare uno stormo imbarcato di 90 mezzi aerei ad ala fissa o rotante. È stata varata nel cantiere Northrop Grumman Shipbuilding Newport News il 9 ottobre 2006 ed è entrata in servizio con la US Navy l'11 maggio 2009. La sua base di appoggio (Home Port) è la Naval Station Norfolk, in Virginia. 
Sulla Bush è avvenuto il primo decollo e il primo atterraggio di un aereo senza pilota, il caccia Northrop Grumman X-47B, da una portaerei, rispettivamente nel maggio e nel luglio 2013. La portaerei compare all interno del film del 2025 Mission impossible The Final Reckoning. 

## Storia

### Costruzione
L'incarico di costruire la portaerei venne affidato il 26 gennaio 2001 alla Northrop Grumman Shipbuilding Newport News. L'ex presidente degli Stati Uniti, George H. W. Bush, il 6 settembre 2003 presenziò alla cerimonia di inizio dei lavori sullo scafo apponendo le sue iniziali su una lastra di metallo, poi saldata all'interno della nave.
La prua venne completata nel marzo 2005, mentre l'8 luglio del 2006 venne posizionata la sovrastruttura del ponte di volo destinata a ospitare il ponte di comando e la torre di controllo, la cosiddetta "isola", dal peso di circa 700 tonnellate. Poco dopo, il 7 ottobre, avvenne il varo. Il sistema di catapulte per il lancio degli aerei venne quindi testato il 25 gennaio 2008 alla presenza di George H.W. Bush, che diede personalmente il via al lancio di due carichi usati per i test aventi lo stesso peso degli aerei. L'11 agosto seguente salì a bordo il personale della commissione incaricata di sorvegliare l'andamento dei lavori, venne servito il primo pasto della mensa, vennero montati gli orologi e ci fu il primo alzabandiera.
La USS George H. W. Bush lasciò il bacino di carenaggio il 23 dicembre 2008, diretta alla base navale di Norfolk.

### Entrata in servizio
L'imminente ingresso tra le navi in servizio della marina statunitense venne celebrato il 10 gennaio 2009 nella base di Norfolk alla presenza di 15.000 invitati, inclusi veterani della USS San Jacinto, la portaerei dove prestò servizio il presidente Bush durante la seconda guerra mondiale. Venne anche eseguito il lancio di un aerosilurante Grumman TBF Avenger.
I primi test di routine in mare vennero completati il 16 febbraio 2009, seguiti il 10 aprile da un'altra serie di prove eseguite sotto la supervisione di una commissione della US Navy. Quindi, l'11 maggio, la nave andò ufficialmente in consegna alla marina, che poco dopo, il 19 maggio, iniziò i test propedeutici all'abilitazione della nave per ospitare gli aerei imbarcati, condotti dai caccia multiruolo Super Hornet dell'Air Test and Evaluation Squadron 23 e completati con successo il 26 maggio, ancora alla presenza dell'ex Presidente e della figlia Dorothy.
La Bush ritornò quindi il 18 giugno nei cantieri della Northrop Grumman per dei normali lavori di manutenzione e di migliorie, proseguiti durante il 2010: fu installato un nuovo sistema di gestione dei gommoni gonfiabili semi-rigidi e un nuovo purificatore dell'acqua, vennero aggiornati i radar e altri sistemi da combattimento, e vennero eseguite altre piccole riparazioni.

### Impiego operativo
Assegnata al Carrier Strike Group Two e guidata dal contrammiraglio Nora Tyson, la portaerei George H.W. Bush, con a bordo gli aerei del Carrier Air Wing Eight, e le altre quattro navi del gruppo levarono l'ancora il 15 maggio 2011 per partecipare a un'esercitazione militare nel Regno Unito. La nave sostò quindi dal 27 al 31 maggio nella Stokes Bay vicino a Portsmouth, il cui porto non era sufficientemente grande da consentirne l'ingresso, prima di salpare per Napoli dove arrivò il 10 giugno.
Dall'Italia la Bush navigò verso il Mar Arabico per prendere parte all'operazione Enduring Freedom, e ritornò a Norfolk il 10 dicembre.
Al Norfolk Naval Shipyard di Portsmouth (Virginia) la Bush venne sottoposta a quattro mesi di lavori di manutenzione culminati con le prove in mare aperto del 3 dicembre 2012, dopodiché l'equipaggio iniziò il ciclo d'addestramento in previsione degli impegni dell'anno successivo. La nave servì anche da appoggio allo squadrone VMX-22 per valutare le capacità COD (Carrier Onboard Delivery, consegne a bordo di portaerei) del convertiplano V-22 Osprey e allo squadrone HM-14 per il normale addestramento con gli elicotteri MH-53E Sea Dragon. Il primo lancio con catapulta da una portaerei di un drone, nella fattispecie un Northrop Grumman X-47B, avvenne proprio dal ponte di volo della Bush nella mattina del 14 maggio 2013, nell'oceano Atlantico. Tre giorni dopo, il 17 maggio, ci fu anche il primo touch-and-go landing (un atterraggio seguito da un immediato decollo senza alcuna pausa) di un drone da una portaerei. Durante questo periodo di navigazione nell'Atlantico l'equipaggio della portaerei sperimentò anche un nuovo sistema difensivo anti-siluro. La Bush tornò a Norfolk il 24 maggio.
Dopo aver ospitato il primo decollo di un drone da portaerei, il 10 luglio 2013 nella Bush si tenne anche il primo atterraggio con gancio d'arresto di un drone su una portaerei. Dopo un secondo atterraggio ben riuscito, tuttavia, il terzo tentativo dovette essere annullato a causa di un problema tecnico e il drone fu dirottato nella Wallops Flight Facility. Stessa cosa per un quarto tentativo il 15 luglio. Nel febbraio 2014 la portaerei ha passato lo stretto di Gibilterra diretta al porto greco del Pireo.
Fra dicembre 2022 e marzo 2023 la CVN-77 è impiegata in alcune esercitazioni nel Mediterraneo, nello stretto di Messina.
La "Bush" fu la prima portaerei ad ospitare dei Piloti Bush Pilot della "USN BUSH PILOT" del gruppo "Dragon".

## Stemma
Le stelle disegnate sullo stemma sono 41, a ricordo del 41º presidente degli USA George H. W. Bush a cui è intitolata la nave. I raggi di luce sullo sfondo rappresentano le "centinaia di punti di luce" a cui Bush faceva riferimento per stimolare gli statunitensi a ricercare la soddisfazione personale servendo una causa più alta di loro. Sopra la portaerei sono raffigurati tre tipi di aereo, l'uno iscritto nell'altro: dal più grande al più piccolo sono un F-35C, un F/A-18 e un Grumman TBF Avenger, aereo quest'ultimo pilotato dall'allora pilota della marina Bush durante la seconda guerra mondiale. Il motto "Freedom at work" (libertà al lavoro) è ripreso dal discorso inaugurale di Bush alla presidenza: «We know what works: Freedom works. We know what's right: Freedom is right» (sappiamo cosa funziona: la libertà. Sappiamo cosa è giusto: la libertà).